# IL Sandviken
IL Sandviken is een Noorse omnisportclub uit de wijk Sandviken van de stad Bergen. De oprichting vond plaats op 29 juni 1945. Er worden basketbal, handbal en voetbal beoefend, waarbij het vrouwenvoetbal het meest succesvol was. De traditionele kleuren zijn rood en wit. 

## Voetbal

### Vrouwen
Sandviken is vanaf 1978 een van de pioniers geweest in het Noorse vrouwenvoetbal. Het kwam altijd uit in de Toppserien en de 1. divisjon. In 1996 werd het tweede in de Toppserien, in 2021 werd voor het eerst het landskampioenschap behaald. Daarmee werd Sandviken de tweede club uit het landsdeel Vestlandet dat ooit een landskampioenschap binnensleepte. De eerste club die het lukte, was Klepp IL. Hierna werd de vrouwenafdeling overgenomen door plaatsgenoot SK Brann en ging verder als SK Brann Kvinner.

### Mannen
Het standaardelftal van de mannen speelt in de 3. divisjon, het vierde niveau. 